# Wolf-Dieter Herrmann
Wolf-Dieter Herrmann (* 1. April 1950 in Berlin) ist ein deutscher Journalist und Hörfunk- und Fernsehmoderator.

## Leben
Der gelernte Kellner, der diesen Beruf nie ausübte, veröffentlichte bald nach seiner Lehre 1969 eine erste Schallplatte als Schlagersänger, der in den 1970er Jahren vier weitere folgten, hatte aber keinen echten Hit. Nach einem Intermezzo als Handelsvertreter begann er 1978 als Sportreporter beim RIAS Berlin für Fußball und Eishockey. 1980 rief ihn Radio-Bremen-Sportchef Helmut Poppen an die Weser und Herrmann arbeitete ca. 4 Jahre für den Bremer Sender als Sport-Redakteur, Moderator und Reporter. Er moderierte mehrere Jahre auch das Bremer Hafenkonzert und die Frühsendung „Wir empfehlen – Sie wählen“. Ab 1983 übernahm er zusätzlich im Fernsehprogramm des Senders, im Umfeld der Nachrichtensendung Buten un binnen, Moderationen für das regionale TV-Programm von Radio Bremen.
1984 rief ihn Henri Regnier als Berater und Moderator für das SAT.1-Programm zum Axel Springer Fernsehen nach Hamburg. Am 1. Januar 1985 sagte er den ersten Programmtag von Sat.1 an und moderierte in den ersten SAT.1-Jahren zahlreiche Quiz-, Magazin- und Werbesendungen. Später bot ihm der Sender die Moderation der neuen Sendung Glücksrad an, aber Herrmann lehnte die Moderation einer Spielshow ab. Dafür war er 1987 der erste Moderator des deutschen Frühstücksfernsehens Guten Morgen mit Sat.1. Nachrichtensprecher war Hans-Hermann Gockel und „Wetterfee“ Rita Werner. Herrmann moderierte das Frühstücksfernsehen mehr als 500 mal bis 1990. Als die Sendung von Hamburg nach Berlin verlegt wurde und Herrmann seinen damaligen Wohnort Bremen nicht aufgeben wollte, beendete er hier die Moderation.
1991 und 1992 moderiert Herrmann dann doch eine Spielshow: Es wurden 525 Folgen Bingo in Dortmund produziert und unter seiner Leitung im Vorabendprogramm bei Sat.1 ausgestrahlt. 1993 moderierte er dort noch kurzzeitig die mittägliche Talkshow Herrmann mit Marktanteilen von bis zu 18 %. 1996 wechselte Herrmann zu DW-TV und präsentierte bis zum Jahr 2000 mehr als 500 Folgen der werktäglichen, 45-minütigen kulturpolitischen Live-Sendung "Boulevard Deutschland", zeitweise zusammen mit Comoderatorin Andrea Ballschuh, ausgestrahlt in 190 Ländern der Erde. 1998 war er nochmals kurzzeitig zu Sat.1 zurückgekehrt, als erster Moderator von Weck Up. Von 2001 bis 2002 gestaltete er die Anrufsendung Greif an! bei tm3/9Live. Seit 2004 war er Redakteur und Moderator der Nachrichtenshow Hallo Berlin beim Regionalsender FAB, die 2005 als „beste regionale Nachrichtensendung“ unter 35 Bewerbern ausgezeichnet wurde.
Wolf-Dieter Herrmann ist verheiratet und lebt in Potsdam.